# Masque (Kansas)

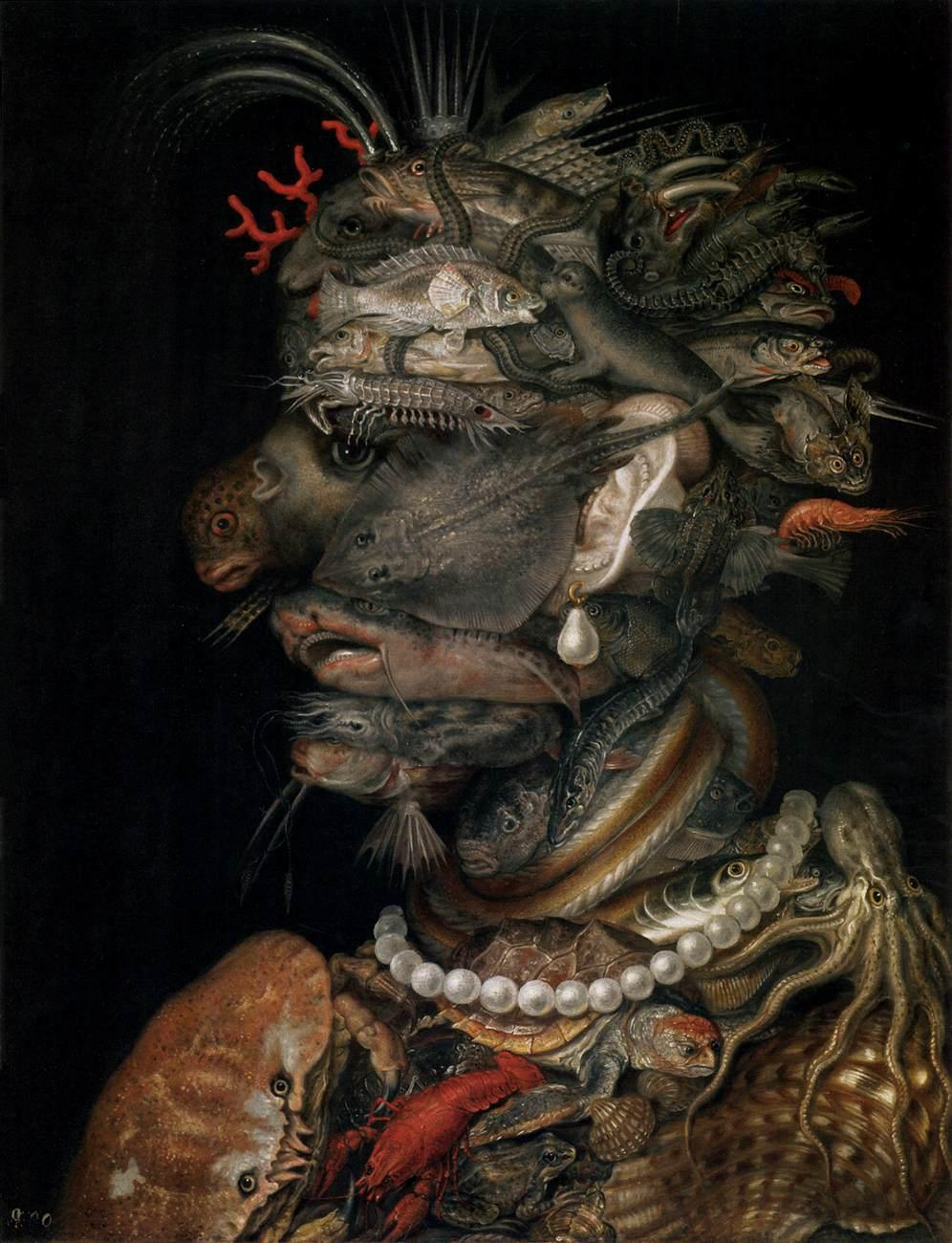
Giuseppe Arcimboldo; Water

Masque is het derde studioalbum van Kansas. Toelichting van de titel op de hoes: "A disguise of reality created through a theatrical os musical performance". Vanaf hun eerste album dreef Kansas steeds verder richting progressieve rock. Masque werd opgenomen in de Studio in the Country bij Bogalusa (Louisiana). Het album werd ondersteund door de single It takes a woman’s love (to make a man), maar dat zette wereldwijd geen zoden aan de dijk. Het album verkocht goed in Amerika met een 70e plaats in de Billboard 200-albumlijst met twintig weken notering en zou destijds 250.000 exemplaren hebben verkocht. Dat aantal albums werd nog eens verkocht in het kielzog van succesalbum Leftoverture, zodat in 1977 de gouden status werd bereikt van 500.000 verkochte exemplaren. Nederland, België en Verenigd Koninkrijk droegen daar nauwelijks aan bij; het haalde daar de albumlijsten niet.
Livgren vertelde in De Telegraaf van 4 maart 1978 dat Kirshner Records er bij dit album op aandrong om de muziek richting rock te sturen; Kansas gaf er geen gehoor aan en haalde met volgend album met hun complexe muziek hun topalbum.  Het album is opgedragen aan Randy lauhman en B.T. Kelly. De hoes kwam van een schilderij van Giuseppe Arcimboldo: Water; het hangt in het Kunsthistorisches Museum in Wenen.

## Musici
- Steve Walsh – toetsinstrumenten, zang
- Kerry Livgren – gitaar, toetsinstrumenten waaronder clavinet, Moog en ARP-synthesizers
- Robby Steinhardt – zang, viool
- Rich Williams – gitaar
- Dave Hope – basgitaar
- Phil Ehart – drumstel, percussie

Met Earl Don Price – saxofoon (track 1)

## Muziek
| Nr. | Titel                                           | Duur |
| --- | ----------------------------------------------- | ---- |
| 1.  | It takes a woman’s love (to take a man) (Walsh) | 3:08 |
| 2.  | Two cents worth (Livgren, Walsh)                | 3:08 |
| 3.  | Icarus-Borne on wings of steel (Livgren)        | 6:03 |
| 4.  | All the world (Walsh, Steinhart)                | 7:11 |
| 5.  | Child of innocence (Livgren)                    | 4:36 |
| 6.  | It’s you (Walsh)                                | 2:31 |
| 7.  | Mysteries and mayhem (Livgren, Walsh)           | 4:18 |
| 8.  | The pinnacle (Livgren)                          | 9:44 |

Heruitgaven op cd ging vergezeld door een of meerdere bonustracks (demoversies van Child of innocence en It’s you)
In 2019 volgde wederom een heruitgave. Dit maal was het een herpersing op (rood) vinyl van de originele elpee. Daarbij viel op dat de klank van dat album scherper omlijnd was dan dat van de geremasterde cd-persingen.